# Suaman District
Koordinaten: 6° 7′ N, 3° 2′ W
Der Suaman District ist der kleinste der neun Distrikte der Western North Region des Staates Ghana. Er grenzt im mittleren Westen an das Nachbarland Elfenbeinküste.
Der waldreiche Distrikt liegt in der Zone des tropischen Regenwaldes.
Der größte Fluss ist der Bia.
Die Nationalstraße 12 führt auf der Strecke von Elubo nach Sunyani von Süd nach Nordost durch den Distrikt.